# July Schneijderberg
July Schneijderberg (Klundert, 3 mei 2002) is een voetbalspeelster uit Nederland. Ze speelt als aanvaller voor NAC Breda in de Vrouwen Eerste divisie.

## Clubcarrière
July Schneijderberg maakte op 29 augustus 2021 haar debuut voor Feyenoord door in de 59ste minuut in te vallen voor Sophie Cobussen in de allereerste wedstrijd van Feyenoord in de Vrouwen Eredivisie tegen ADO Den Haag. Op 19 juni 2022 tekende Schneijderberg haar eerste profcontract in Rotterdam.
Door blessureleed kwam Schneijderberg in de seizoenen 2022/23 en 2023/24 weinig aan spelen toe. Op 23 april 2024 maakte Feyenoord bekend het aflopende contract van Schneijderberg niet te verlengen.
Op 7 juni 2024 werd bekend dat Schneijderberg vanaf het seizoen 2024/25 voor NAC Breda zal spelen dat vanaf het seizoen 2024/25 haar entree maakt in de Vrouwen Eerste divisie. In oktober 2025 maakte Schneijderberg, na lang blessureleed, haar rentree door in te vallen voor Kamar Laamouz in een thuiswedstrijd tegen Excelsior.

## Statistieken
| Seizoen | Club      | Land      | Competitie             | Wedstrijden | Doelpunten |
| ------- | --------- | --------- | ---------------------- | ----------- | ---------- |
| 2021/22 | Feyenoord | Nederland | Vrouwen Eredivisie     | 8           | 0          |
| 2022/23 | Feyenoord | Nederland | Vrouwen Eredivisie     | 3           | 0          |
| 2023/24 | Feyenoord | Nederland | Vrouwen Eredivisie     | 0           | 0          |
| 2024/25 | NAC Breda | Nederland | Vrouwen Eerste divisie | 14          | 1          |
| Totaal  | Totaal    | Totaal    | Totaal                 | 25          | 1          |

Laatste update: 24 maart 2025
1 De Haan ·
2 Heshof ·
3 Van den Burg ·
4 Verhoef ·
5 F. Mol ·
6 Heijblom ·
7 Promes ·
8 Aurélio ·
9 Franken ·
10 Laamouz ·
11 Schneijderberg ·
12 Nguyen ·
14 Hendriks ·
15 Fertoute ·
16 Oussoren ·
17 De Blij ·
18 Meerding ·
19 Tabi ·
19 Warps ·
20 Versluijs ·
21 Cober ·
22 L. Mol ·
23 Van der Meulen ·
24 Goutier ·
25 Yetim ·
26 Zieleman ·
Coach: Mank